# Бернард Коард
Вінстон Бернард Коард (англ. Winston Bernard Coard, нар. 10 серпня 1944) — політичний діяч Гренади, фактичний глава уряду країни під час відсутності Моріса Бішопа в середині жовтня 1983 року.

## Життєпис
Навчався в Брандейському університеті у США, з 1967 упродовж двох років працював у Лондоні вчителем, потім вивчав політологію в Університеті Сассекса, викладав у ямайському Університеті Вест-Індії.
Був членом компартії США, компартії Великої Британії, прокомуністичного руху Ямайки.
1976 повернувся до Гренади, де приєднався до Нового руху ДЖУЕЛ, в якому на правах співголови був його давній друг Моріс Бішоп.
1979 року у складі ДЖУЕЛ взяв участь у безкровному перевороті проти уряду Еріка Гейрі. Після цього в новому уряді, який очолив Моріс Бішоп, став заступником прем'єр-міністра.
13 жовтня 1983 року очолив переворот ліворадикальної частини ДЖУЕЛ проти Моріса Бішопа та його прибічників. Переворот супроводжувався кровопролиттям, що стало приводом для вторгнення США до Гренади. Бернард Коард був заарештований американськими військовиками. 1986 суд засудив його до страти за організацію перевороту. 1991 року смертну кару було замінено на довічне ув'язнення.
У вересні 2004 в'язниця, в якій він відбував покарання, постраждала від урагану Іван, багато в'язнів утекли, але Коард не скористався тією нагодою. Він заявив Associated Press, що залишить в'язницю тільки за рішенням суду, коли його ім'я буде очищено.
7 лютого 2007 року Таємна рада Великої Британії почала перегляд справи Коарда й інших, засуджених за убивство Бішопа. Слухання почались 18 червня. 27 червня Коарда було засуджено до 30 років ув'язнення, включаючи термін, уже проведений ним у в'язниці. 5 вересня 2009 Бернард Коард був звільнений.